# Bandigudda, Bhadravati
Bandigudda là một làng thuộc tehsil Bhadravati, huyện Shimoga, bang Karnataka, Ấn Độ.